# Jin Cheng
Kaiser Cheng von Jin (chinesisch: 晉成帝; pinyin: Jìn Chéng Dì; Wade-Giles: Chin Ch'eng-ti; Dezember 321 oder Januar 322 – 26. Juli 342), persönlicher Name Sima Yan (司馬衍), Höflichkeitsname Shigen (世根), war ein Kaiser der Östlichen Jin-Dynastie (265–420). Er war der älteste Sohn von Kaiser Ming und wurde am 1. April 325 zum Kronprinzen ernannt. Während seiner Regierungszeit wurde die Verwaltung weitgehend von einer Abfolge von Regenten beherrscht – zunächst von seinem Onkel Yu Liang, dann von Wang Dao, dann unter einer gemeinsamen Verwaltung von He Chong und einem weiteren Onkel Yu Bing (庾冰). Er wurde im Alter von vier Jahren Kaiser und bald nach seiner Thronbesteigung schwächte die katastrophale Rebellion von Su Jun die Jin-Kräfte für Jahrzehnte.

## Familiäre Herkunft
Sima Yan wurde 321 als ältester Sohn des Kaisers Ming von Jin, der zu dieser Zeit Kronprinz war, und seiner Frau Prinzessin Yu Wenjun geboren. Nachdem Kaiser Ming im Jahr 323 nach dem Tod seines Vaters Kaiser Yuan den Thron bestiegen hatte, ernannte er Kronprinzessin Yu zur Kaiserin. Erst im Jahr 325 wurde Prinz Yan zum Kronprinzen ernannt.
Im Herbst 325 wurde Kaiser Ming krank. Er vertraute den vierjährigen Kronprinzen Yan einer Gruppe hochrangiger Beamter an, darunter Sima Yang (司馬羕), der Prinz von Xiyang, Wang Dao, Bian Kun (卞壼), Chi Jian, Lu Ye (陸瞱), Wen Jiao und Kaiserin Yus Bruder Yu Liang. Womöglich geschah dies mit der Absicht, ein gutes Gleichgewicht der Kräfte zu ermöglichen. Er starb bald darauf. Kronprinz Yan bestieg den Thron als Kaiser Cheng.

## Regierung

### Die Regentschaft von Yu Liang
Anfangs hatten die Beamten gemeinsam das Sagen, aber als die Kaiserinwitwe Yu Regentin wurde, wurde Yu Liang effektiv der mächtigste Beamte in der Verwaltung. Er wechselte von der nachsichtigen Politik Wangs (der während der Herrschaft von Kaiser Ming Premierminister war) zu einer strengeren Anwendung von Gesetzen und Verordnungen, was die Beamten, die an Wangs Nachsichtigkeit gewöhnt waren, beleidigte. Außerdem war er besorgt über die Generäle Tao Kan und Zu Yue und über Su Jun, der viele Kriminelle in seine Armee aufgenommen hatte. Im Jahr 326 verärgerte er die Öffentlichkeit, indem er Sima Yangs Bruder Sima Zong (司馬宗), den Prinzen von Nandun, fälschlicherweise des Verrats beschuldigte und ihn tötete. Daraufhin setzte er Sima Yang ab.

### Der Aufruhr um Su Jun
Im Jahr 327 beschloss Yu aus Angst vor Su, ihm das militärische Kommando zu entziehen, indem er ihn zum Landwirtschaftsminister beförderte – eine Position, die nicht mit dem Kommando über Truppen verbunden war. Nach anfänglichem Zögern lehnte Su schließlich ab und schloss ein Bündnis mit Zu gegen Yu. Als er dies hörte, wollte Wen – den Yu zum Gouverneur der Provinz Jiang (江州, modernes Jiangxi) gemacht hatte, um ihn gegen Tao, den Gouverneur der Provinz Jing (荊州, modernes Hubei), zu verteidigen – schnell zur Hilfe eilen, um die Hauptstadt Jiankang zu verteidigen sowie die lokalen Streitkräfte östlich der Hauptstadt. Yu lehnte aber jede Hilfe ab, da er wollte, dass Wen in der Position gegenüber Tao blieb, und er glaubte, dass er Su leicht besiegen könne. Aus Angst, dass Yu von Su besiegt werden würde, machte sich Wen auf den Weg zur Hauptstadt, doch zuvor konnte Su die Hauptstadt Anfang 328 einnehmen und Kaiser Cheng und Kaiserinwitwe Yu als Geiseln nehmen. Bian starb in der Schlacht, und Yu Liang war gezwungen, nach Wen zu fliehen. Su erlaubte seinen Soldaten, die Hauptstadt zu plündern, und sowohl Beamte als auch einfache Bürger wurden von Sus Armee um ihren Besitz und ihre Kleidung gebracht. Die Soldaten ergriffen sogar die Dienerinnen der Kaiserinwitwe Yu. Die Kaiserinwitwe Yu, die von Su gedemütigt wurde und Angst vor dem hatte, was kommen würde, starb kurz darauf vor Angst.
Su organisierte eine neue Regierung, mit Wang Dao, den Su respektierte, als nominellem Regenten, aber mit Su selbst an der tatsächlichen Macht. Währenddessen bemühten sich Yu und Wen, die Hauptstadt zurückzuerobern. Wens Cousin Wen Chong (溫充) schlug vor, Tao – einen fähigen General mit einer großen Armee – als Oberbefehlshaber der Armee einzuladen. Tao, der Yu immer noch grollte, lehnte jedoch zunächst ab. Schließlich lenkte er ein und schloss sich Wen und Yu an. Sie rückten nach Osten in Richtung Jiankang vor. Daraufhin brachte Su Kaiser Cheng gewaltsam in die Festung von Shitou und stellte ihn und seine Begleiter praktisch unter Arrest. In der Zwischenzeit befahl Wang heimlich den Kommandeuren im Osten, sich gegen Su zu erheben, und er überredete schließlich Sus General Lu Yong (路永), mit ihm ebenfalls zu Wen und Taos Armee überzulaufen. Auch Chi kam mit seinen Truppen aus Guangling (廣陵, im heutigen Huai'an, Jiangsu).
Die Su- und Anti-Su-Truppen kämpften monatelang unentschieden, und trotz des zahlenmäßigen Vorteils, den die Anti-Su-Truppen hatten, konnten sie sich nicht durchsetzen, was Tao dazu veranlasste, den Rückzug zu erwägen. Wen konnte ihn jedoch überreden, zu bleiben und die Kämpfe gegen Su fortzusetzen. Im Herbst, während eines Angriffs auf Shitou, erlitten die Anti-Su-Truppen zunächst Verluste, aber als Su einen Gegenangriff gegen sie startete, fiel er vom Pferd und wurde von Speeren getroffen. Die Anti-Su-Soldaten stürzten sich auf ihn und enthaupteten ihn. Die Truppen von Su unterstützten zunächst seinen Bruder Su Yi (蘇逸) als Anführer und verteidigten Shitou weiter, wurden aber Anfang 329 besiegt.
Nach der Niederlage von Su Jun und nachdem Jiankang durch den Krieg schwer beschädigt worden war, zogen die obersten Beamten in Erwägung, die Hauptstadt entweder nach Yuzhang (豫章, im modernen Nanchang, Jiangxi) oder nach Kuaiji (im modernen Shaoxing, Zhejiang) zu verlegen, aber nachdem Wang sich dagegen aussprach und feststellte, dass Jiankang in einer besseren Position war, um die nördlichen Verteidigungsanlagen gegen die späteren Zhao zu überwachen, blieb die Hauptstadt in Jiankang. Wen wurde gebeten, als Regent in Jiankang zu bleiben, aber da er glaubte, dass der Kaiser Ming diese Rolle Wang zugedacht hatte, gab er die Position an Wang ab. In der Zwischenzeit akzeptierte Yu Liang, der zunächst anbot, alle seine Ämter niederzulegen und ins Exil zu gehen, den Posten eines Provinzgouverneurs.
Angesichts des Todes seiner Mutter schien der achtjährige Kaiser Cheng von diesem Zeitpunkt an von seiner Großmutter väterlicherseits, Xun, aufgezogen worden zu sein.

### Die Regentschaft von Wang Dao
Ende 329 starb Wen Jiao, und der General Guo Mo (郭默) ermordete bald darauf seinen Nachfolger Liu Yin (劉胤) und nahm die Provinz Jing für sich ein. Wang Dao wollte zunächst einen weiteren Krieg vermeiden und beschwichtigte Guo, aber Tao Kan und Yu Liang widersetzten sich, und ihre Streitkräfte griffen 330 die Hauptstadt der Provinz Jiang, Xunyang (尋陽, im modernen Jiujiang, Jiangxi), an und töteten Guo.
In der Zwischenzeit, während und nach den Su-Jun-Unruhen, waren die Jin-Truppen in Zentralchina ohne die Hilfe der Zentralregierung nicht in der Lage, ihre Positionen zu halten, und verloren schließlich den größten Teil Zentralchinas an die späteren Zhao. Zu den wichtigsten Städten, die in dieser Zeit verloren gingen, gehörten die alte Hauptstadt Luoyang, Shouchun (壽春, im modernen Lu'an, Anhui) und Xiangyang (襄陽, im modernen Xiangfan, Hubei), obwohl Xiangyang im Jahr 332 zurückerobert wurde. Im Jahr 333 verlor Jin auch die Provinz Ning (寧州, modernes Yunnan und Guizhou) an Cheng Han (gewann sie aber 339 zurück).
Als Regent stellte Wang seine frühere Politik der Nachsicht und laxen Durchsetzung der Gesetze weitgehend wieder her, was die politische Szene stark stabilisierte, aber auch zur Ausbreitung von Korruption und Inkompetenz führte. Schließlich, im Jahr 338, versuchte Yu Liang Chi Jian zu überreden, sich ihm anzuschließen, um Wang abzusetzen. Aber nachdem Chi sich weigerte, führte Yu seinen Plan nicht aus.
Im Jahr 336 heiratete Kaiser Cheng seine Frau, die Kaiserin Du. Beide waren 15 Jahre alt.
Im Jahr 337 beanspruchte Murong Huang, der Xianbei-Häuptling, der ein Jin-Vasall mit dem von den Jin verliehenen Titel eines Herzogs von Liaodong gewesen war, den Titel eines Prinzen von Yan, obwohl die Jin ihm diesen Titel nicht zugestanden hatten.
Im Jahr 339 wollte Yu einen Großangriff gegen das spätere Zhao unternehmen, in der Hoffnung, Zentralchina zurückzuerobern, und Wang stimmte ihm zunächst zu, aber nach dem Widerstand von Chi und Cai Mo befahl Kaiser Cheng Yu, die Kriegspläne nicht auszuführen. Wang starb im Herbst desselben Jahres und wurde von seinem Assistenten He Chong (何充) und Yu Liangs jüngerem Bruder Yu Bing (庾冰) abgelöst. Kaiser Cheng ließ He und Yu Bing die meisten wichtigen Angelegenheiten entscheiden, schien aber auch selbst einige Entscheidungen zu treffen. Yu Bing und He versuchten, einige der Probleme mit Wangs Regentschaft durch Reformen zu beheben, diese schienen dabei aber nicht sehr effektiv zu sein.

### Späte Herrschaft
Nach dem Tod von Wang Dao nahm Yu Liang seine Pläne für einen Feldzug gegen das spätere Zhao wieder auf, was Ende 339 zu einer großen Reaktion von Shi Hu, dem Kaiser des späteren Zhao, führte. Die Truppen des späteren Zhao fügten vielen Städten und Stützpunkten der Jin nördlich des Jangtse großen Schaden zu und nahmen Zhucheng (邾城, im heutigen Huanggang, Hubei) ein. Gedemütigt sagte Yu die Pläne für einen Nordfeldzug ab und starb Anfang 340.
Ebenfalls im Jahr 340 beantragte Murong Huang formell, dass ihm der Titel Prinz von Yan verliehen werden sollte. Nach langwierigen Debatten zwischen wichtigen Beamten darüber, ob Murong Huang noch ein treuer Vasall sei, entschied Kaiser Cheng selbst, dass dem Antrag stattgegeben werden sollte.
Im Frühjahr 341 starb die Kaiserin Du. Kaiser Cheng wollte keine weitere Kaiserin haben.
Im Sommer 342 wurde Kaiser Cheng schwer krank. Er hatte zwei junge Söhne – Sima Pi und Sima Yi, damals noch in der Wiege, von seiner Konkubine Zhou. Yu Bing, der befürchtete, dass die Yus ihre Macht verlieren würden, wenn ein junger Kaiser ernannt würde, überzeugte Kaiser Cheng, dass angesichts des mächtigen Feindes Zhao ein älterer Kaiser ernannt werden sollte. Kaiser Cheng stimmte zu und ernannte seinen jüngeren Bruder, Sima Yue, den Prinzen von Langya, zu seinem Erben, trotz He Chongs Widerstand. Er erließ ein Edikt, das seine Söhne Yu Bing, He, Sima Xi (司馬晞), Prinz von Wuling, Sima Yu, Prinz von Kuaiji (beide Onkel väterlicherseits), und Zhuge Hui (諸葛恢) als Erben einsetzte. Er starb bald darauf und wurde von Prinz Yue (als Kaiser Kang) abgelöst.

## Äranamen
- Xianhe (咸和 xián hé) 326–335
- Xiankang (咸康 xián kāng) 335–342

## Familie
Ehefrauen und Nachkommen:
- Kaiserin Chenggong, aus dem Du-Klan von Jingzhao (成恭皇后 京兆杜氏; 321–341), persönlicher Name Lingyang (陵陽)
- Guiren, vom Zhou-Klan (貴人 周氏; gest. 363)
  - Sima Pi, Kaiser Ai (哀皇帝 司馬丕; 341–365), erster Sohn
  - Sima Yi, Herzog Haixi (海西公 司馬奕; 342–386), zweiter Sohn
- Unbekannt
  - Prinzessin Nanping (南平公主)
    - Verheiratet mit Liu Chisong (劉赤松)

  - Prinzessin Xunyang (尋陽公主)
    - Heiratete Wang Yizhi von Taiyuan (太原 王禕之)